# Maple Creek (Saskatchewan)
Pour les articles homonymes, voir Maple Creek.
Maple Creek est une ville dans la municipalité rurale de Maple Creek No. 111, Saskatchewan, Canada. La population était de 2 084 au recensement de 2016. La ville se trouve à 103 km au sud-est de Medicine Hat, en Alberta, et à 40 km au nord du parc interprovincial Cypress Hills sur l'autoroute 21 et à 8 km au sud de la route transcanadienne.
Le quartier général administratif du gouvernement de la Première nation crie Nekaneet se trouvant à 37 km au sud-est de Maple Creek.

## Histoire

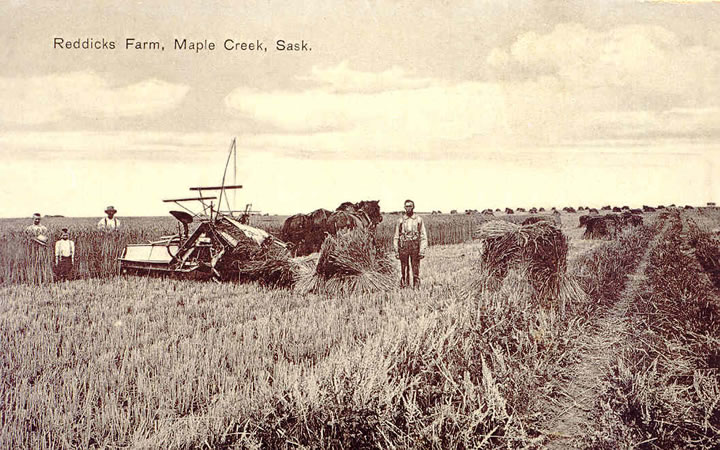
Reddicks Ferme, Maple Creek, Sk. (1920).

| De la Population par origine ethnique, 2011  | De la Population par origine ethnique, 2011 | De la Population par origine ethnique, 2011 |
| Groupe ethnique                              | La Population                               | Pour cent                                   |
| -------------------------------------------- | ------------------------------------------- | ------------------------------------------- |
| Européenne                                   | 1.780 a                                     | 81,8 %                                      |
| De L'Amérique Du Nord                        | 630                                         | 29 %                                        |
| Les Premières Nations                        | 140                                         | 6,4 %                                       |
| Métis                                        | 50                                          | 2,3 %                                       |
| Africaine                                    | 25                                          | 1,1 %                                       |
| Amérique latine, Centrale et Amérique du Sud | 20                                          | 0,9 %                                       |
| Asiatique                                    | 15                                          | 0,7 %                                       |
| Total de la population enquêtée              | 2175                                        | 100%                                        |